# Henan
Henan (河南) er en provins i Folkerepublikken Kina, i den centrale del af landet.  Navnet Henan betyder "syd for den (Gule) Flod" (Huang He).  Provinsen har grænse til Hebei mod nord, Shandong mod nordøst, Anhui mod sydøst, Hubei mod syd, Shaanxi mod vest og Shanxi mod nordvest.  Med sine næsten 100 millioner indbyggere, er Henan den folkerigeste provins i Kina.  
Den kinesiske civilisation anses traditionelt for at have haft sit udspring i Henan.

## Administrativ inddeling
Henan er inddelt i 17 byer på præfekturniveau, og desuden er der en by på subpræfekturniveau som administreres direkte.
Byerne på præfekturniveau er:  
- Zhengzhou (forenklet kinesisk: 郑州市; pinyin: Zhèngzhōu Shì)
- Sanmenxia (三门峡市 Sānménxiá Shì)
- Luoyang (洛阳市 Luòyáng Shì)
- Jiaozuo (焦作市 Jiāozuò Shì)
- Xinxiang (新乡市 Xīnxiāng Shì)
- Hebi (鹤壁市 Hèbì Shì)
- Anyang (安阳市 Ānyáng Shì)
- Puyang (濮阳市 Púyáng Shì)
- Kaifeng (开封市 Kāifēng Shì)
- Shangqiu (商丘市 Shāngqiū Shì)
- Xuchang (许昌市 Xǔchāng Shì)
- Luohe (漯河市 Luòhé Shì)
- Pingdingshan (平顶山市 Píngdǐngshān Shì)
- Nanyang (南阳市 Nányáng Shì)
- Xinyang (信阳市 Xìnyáng Shì)
- Zhoukou (周口市 Zhōukǒu Shì)
- Zhumadian (驻马店市 Zhùmǎdiàn Shì)

Den direkte administrerede by på subpræfekturniveau:
- Jiyuan (济源市 Jǐyuán Shì)

## Myndigheder
Den regionale leder i Kinas kommunistiske parti er Wang Guosheng. Guvernør er Yin Hong, pr. 2021.

## Kendte personer fra Henan
- Hui Shi (380 f.Kr.-?), filosof
- Yuan Ji (210-263), digter
- Du Fu (712-770), digter
- Han Yu (768-824), digter, fortaler for neokonfucianismen
- Li Shangyin (813-858), digter
- Cheng Hao (1032-1085) og hans bror Cheng Yi (1033-1107), neokonfucianistiske filosoffer
- Li Tang (ca. 1080-ca. 1130), maler
- Feng Youlan (1895-1990), filosof